# 帕拉斯鱼龙属
帕拉斯鱼龙属（学名：Parrassaurus）是大眼鱼龙科的一个属，化石发现于墨西哥晚侏罗世拉卡哈组，于2021年命名。属下包括一个物种：夜神帕拉斯鱼龙（Parrassaurus yacahuitztli）。正模标本（CPC 307）长约5（16英尺）。